# Schlüsselreiz
Schlüsselreiz (gelegentlich auch: Auslöser, Signalreiz oder Wahrnehmungssignal) ist ein Fachbegriff der vor allem von Konrad Lorenz und Nikolaas Tinbergen ausgearbeiteten Instinkttheorie der klassischen vergleichenden Verhaltensforschung (Ethologie). Er bezeichnet einen bestimmten Reiz, der von außen auf ein Tier einwirkt und eine bestimmte angeborene, „phylogenetisch programmierte, erbkoordinierte Bewegung“ (Instinktbewegung) zur Folge hat, mit deren Hilfe die durch den Schlüsselreiz bestimmte Umweltsituation mit „angeborenem Können“ gemeistert wird, also ohne vorherige Lernvorgänge. Der Rang eines Schlüsselreizes kann auch „einer Merkmalskombination zukommen, wobei für die Merkmalskombination gilt, daß sie nur bei vollständiger Repräsentanz und spezifischer Anordnung der Teilelemente zueinander wirksam ist.“

## Historisches
„Im historischen Zusammenhang betrachtet, fallen die Anfänge der Ethologie in die Blütezeit von Reflexologie und Behaviorismus, in einen Dualismus von Reiz und Reaktion, der sich an den Konzepten der klassischen Mechanik orientiert […]. Die Konzepte des ‚Schlüsselreizes‘ und der ‚Gestalt‘ entwickelten sich zunächst als Zusatzhypothesen des Reiz-Reaktions-Schemas“ und danach – durch die Betonung des Zusammenspiels von äußeren Reizen und inneren Antrieben (Instinkten) – als Alternative zum Behaviorismus und zur Reflexkettentheorie.
Die Bezeichnung Schlüsselreiz wurde 1935 von Konrad Lorenz in seinem Frühwerk Der Kumpan in der Umwelt des Vogels als Fachausdruck in die Verhaltensbiologie eingeführt; ein Jahr zuvor hatte Lorenz allerdings bereits während eines Vortrags in Oxford in einer Anekdote das Auslösen einer Verhaltensweise von Dohlen geschildert und mit einem Tor („gate“) verglichen, das durch einen Schlüssel („key“) geöffnet werde. 1978 verwies Lorenz zudem darauf, dass der US-amerikanische Ornithologe Francis Hobart Herrick (1858–1940) „schon vor mehr als einem halben Jahrhundert“ im Zusammenhang mit Instinktbewegungen die Metapher „lock and key“ (Schloss und Schlüssel) benutzt habe. 1935 griff Lorenz diese Metapher auf, indem er den externen Reiz – das „Auslöse-Schema“ – mit dem Bart eines bestimmten Schlüssels verglich, der, in ein passendes Schloss eingeführt, eine bestimmte instinktmäßige Reaktion herbeiführe. Mehrfach wurde das „Auslöse-Schema“ in diesem Frühwerk zwar auch mit dem Synonym Schlüsselreiz bezeichnet, die beschriebene Aufeinanderfolge von Schlüsselreiz und zugehöriger Instinktbewegung stand 1935 jedoch noch dem damals vorherrschenden Reiz-Reaktions-Schema nahe, da Lorenz die Eigenschaften des „Schlosses“ nur in Bezug auf den Bau des „Schlüssels“ erörterte. Erst im folgenden Jahr wurde von Nikolaas Tinbergen und Konrad Lorenz „in nächtelangen Diskussionen“ im Verlauf einer Fachtagung zum Thema Instinkte der später so genannte angeborener Auslösemechanismus (AAM) „geboren“, eine ‚Schaltstelle‘, die dem spezifischen ‚Input‘ einen spezifischen ‚Output‘ folgen lasse; statt AAM war 1936 allerdings noch die Bezeichnung auslösendes Schema gewählt worden.

## Schlüsselreiz und Angeborener Auslösemechanismus (AAM)
In seinem Lehrbuch Vergleichende Verhaltensforschung. Grundlagen der Ethologie definierte Konrad Lorenz 1978 den Schlüsselreiz als „Reizkonfiguration, auf die ein AAM anspricht“, allerdings dann und nur dann, wenn zugleich eine hinreichend große Menge „einer dauernd endogen produzierten“ aktionsspezifischen Erregung vorhanden ist. Umgekehrt greift die – als Teilsystem des Zentralnervensystems postulierte – ‚Schaltstelle‘ einer Instinkthandlung wie ein Filter „aus der Fülle der Reize eine kleine Auswahl heraus“, eine Auswahl, auf die der AAM selektiv anspricht „und damit die Handlung in Gang bringt.“ Diese Kernelemente der Instinkttheorie – Handlungsbereitschaft („Motivation“), Schlüsselreize, angeborene Auslösemechanismen und Instinktbewegungen – waren es, die von Lorenz und anderen Ethologen insbesondere den Behauptung der Behavioristen entgegengestellt wurden, experimentell erfassbar seien allein Lernvorgänge. „Diese ‚wissenschaftliche Landschaft‘ fand Lorenz zu Beginn seiner Forschungstätigkeit vor. Ihr stellte er seine These entgegen, daß Tiere über angeborene Fähigkeiten verfügen, die – das ist das Entscheidende – durchaus einer kausalanalytischen Erforschung zugänglich sind. Er betont weiterhin, daß erst aufgrund der Kenntnis angeborener Fähigkeiten Lernvorgänge richtig eingeschätzt werden können.“
Hanna-Maria Zippelius wies 1992 in einer ausführlichen Analyse der Instinkttheorie darauf hin, dass Konrad Lorenz sein ursprüngliches Schlüssel-Schloß-Konzept „anscheinend unbemerkt von der Öffentlichkeit grundlegend modifiziert“ habe, „ohne allerdings auf die von ihm im Verlaufe der Zeit geänderte Bedeutung“ der Bezeichnung Schlüsselreiz einzugehen. Zippelius referierte, nach dem Schlüssel-Schloss-Prinzip werde vom Tier die Umwelt nur daraufhin abgefragt, ob der Schlüsselreiz vorhanden sei oder nicht, ohne Berücksichtigung möglicher unterschiedlicher Ausprägungen des Reizes: „Das bedeutet, daß über den angeborenen Auslösemechanismus allein die Entscheidung gefällt wird, ob die Antwort – bei ausreichender Höhe der spezifischen Motivation – ausgeführt wird oder nicht.“ Das Schlüssel-Schloss-Prinzip lasse je nach Vorhandensein oder Nichtvorhandensein des Schlüsselreizes nur Ja- oder Nein-Entscheidungen zu: „Das Schloß wird, um bei dem Vergleich von Lorenz zu bleiben, entweder aufgeschlossen oder nicht. Ein solcher Erkennungsmechanismus arbeitet wenig flexibel und entscheidet nur, ob eine Antwort erfolgt oder nicht.“ Im Unterschied zu dieser Vorstellung schreibt Lorenz in späteren Jahren im Plural, dass Schlüsselreize „summierbar“ sind und „grundsätzlich unabhängig voneinander funktionieren.“ Zippelius benennt diese Merkmale als „Schlüsselkomponenten“, die allein oder in beliebiger Kombination mit anderen Komponenten eine Antwort auslösen, sofern die Reizwerte oberhalb der jeweiligen Auslöseschwelle liegen. Das qualitativ Neue des Schlüsselkomponenten-Konzeptes gegenüber dem Schlüssel-Schloss-Konzept besteht Zippelius zufolge „außer in der Unabhängigkeit der Schlüsselkomponenten voneinander auch darin, daß ein Tier die Umwelt nicht nur auf Vorhandensein oder Nichtvorhandensein eines Schlüsselreizes abfragt, sondern daß es die unterschiedlichen Ausprägungen der Schlüsselkomponenten beachtet, um sie je nach Ausgestaltung zu bewerten.“ Aus den Annahmen dieses erweiterten Schlüsselreiz-Konzeptes resultiere ein Erkennungsmechanismus, der wesentlich flexibler sei als ein AAM, der nach dem Schlüssel-Schloss-Prinzip arbeite.
Aus dem dargestellten Sachverhalt lassen sich zwei Weiterungen ableiten. Zum einen kann es vorkommen, dass die Handlungsbereitschaft für eine Instinktbewegung aufgrund der produzierten, zugehörigen aktionsspezifische Erregung hinreichend groß ist, aber kein Schlüsselreiz in Erscheinung tritt, der die Instinktbewegung herbeiführen kann. In diesem Fall wird im Rahmen der Instinkttheorie auf die Möglichkeit der Schwellenwert-Erniedrigung und einer Leerlaufhandlung verwiesen. Zum anderen kann es vorkommen, dass gleichzeitig zwei unterschiedliche, aber gleich starke Auslöser in Erscheinung treten; in diesem Fall wird auf die sogenannte Übersprungbewegung verwiesen.
Ein Schlüsselreiz kann zudem durch Prägung in einer bestimmten, sensiblen Lebensphase erlernt werden.

## Merkmale
Ein Schlüsselreiz wird in der verhaltensbiologischen Literatur regelmäßig beschrieben als:
- einfach, er besteht aus nur wenigen Merkmalen
- auffällig, er kann kaum übersehen werden
- eindeutig, er ist von anderen Reizen gut zu unterscheiden.

Er kann auf unterschiedlichste Weise ausgelöst werden, insbesondere:
- visuell: zum Beispiel durch eine besondere Bewegungsabfolge
- olfaktorisch: zum Beispiel durch Pheromone
- auditiv: zum Beispiel durch Warnrufe
- taktil: zum Beispiel durch bestimmte Berührungen.

Schlüsselreize sind gleichsam abstrakt, haben Symbolcharakter. Nicht „der Raubvogel am Himmel“ – so wie wir Menschen ihn „als Ganzes“ wahrnehmen – ist für einen frisch geschlüpften Brachvogel oder Truthahn der Auslöser dafür, in die nächste Deckung zu flüchten, sondern ein kreisender schwarzer Fleck am hellen Himmel. Das aber fällt dem Beobachter möglicherweise nur zufällig wegen einer Fehlleistung des Kükens auf, weil es das gleiche Verhalten zeigt, „wenn eine schwarze Fliege über die weißgetünchte Zimmerdecke läuft.“
Die Auswahl von Reizkonfigurationen, auf die ein AAM anspricht, ist Konrad Lorenz zufolge „stets so getroffen, daß ein allzu häufiges, für den Artbestand gefährliches ‚irrtümliches‘ Ansprechen genügend unwahrscheinlich ist. Das klassische Beispiel hierfür ist die Stechreaktion der weiblichen Zecke (Ixodes ricinus), die auf die Kombination von zwei, verschiedenen Sinnesgebieten zugehörigen, Reizen anspricht: Das Objekt muß eine Temperatur von ungefähr 37 Grad Celsius haben und nach Buttersäure riechen. Außerdem gehört zu dem Gesamtablauf des Verhaltens, daß die Zecke auf Pflanzen sitzt und diese, wenn sie angestoßen werden, losläßt und auf das die Bewegung verursachende Objekt fällt. Wenn es nach Buttersäure riecht und warm ist, dann sticht sie es. Man vergegenwärtige sich, wie unwahrscheinlich es ist, daß das Tier durch die im phylogenetischen Programm vorgesehenen Reize ‚irrtümlich‘ dazu veranlaßt wird, etwas anderes als das adäquate Objekt, ein Säugetier, zu stechen.“
Ein weiteres Beispiel für Schlüsselreize, das Konrad Lorenz anführt ist – das Verhalten des Menschen: „Seine Brutpflegeraktionen sprechen auf eine Reihe von Konfigurationsmerkmalen an, die übertrieben werden können. Zu ihnen gehört eine hohe runde Stirn, ein Überwiegen des Hirnschädels über den Gesichtsschädel, ein großes Auge, eine runde Wangenpartie, kurze dicke Extremitäten und rundliche Körperform. An Bewegungsmerkmalen kommt eine gewisse Ungeschicklichkeit, eine Ataxie vor allem der Lokomotion dazu, jeder weiß, wie rührend ein eben gehfähiges Kindchen wird, wenn es die Richtung nach dem angestrebten Ziel nicht innehalten kann. […] Die Industrie hat herausgefunden, daß die Anfälligkeit des Menschen für übernormale Attrappen finanziell ausgenützt werden kann. In erster Linie tat dies die Puppenindustrie“. Diese Beobachtungen liegen der Bezeichnung Kindchenschema zugrunde.

## Kontroverse
Das „angeborene Erkennen“ einer biologisch relevanten Umweltsituation ist von Verhaltensforschern und Neurophysiologen vielfach nachgewiesen worden und gilt als gesichert. Beispielsweise berichtete der Biochemiker Adolf Butenandt bereits 1955 über die Wirkung von Sexuallockstoffen bei Insekten, und wenige Jahre später identifizierte er beim Seidenspinner (Bombyx mori) eine chemische Substanz, von ihm benannt als Bombykol, die von paarungsbereiten Weibchen ausgesandt wird und geschlechtsreife Männchen aus mehreren hundert Metern Entfernung anlocken kann. Mit Hilfe von Verhaltensexperimenten und elektrophysiologischen Methoden wurde nachgewiesen, dass die Geruchsrezeptoren auf den Antennen der Seidenspinnermännchen spezifisch auf das Insektenpheromon Bombykol ansprechen und die Männchen hierdurch ohne vorheriges Lernen ein Weibchen ihrer Art lokalisieren können. Beim Nachtigall-Grashüpfer wurden hingegen spezifische Merkmale der Stridulation (des „Gesangs“) geschlechtsreifer Männchen identifiziert (ein bestimmtes Verhältnis von Silbendauer zur Dauer der Pausen zwischen den Silben), die arteigene Weibchen anlocken. Die erwähnten Reize, die eine Annäherung der Geschlechtspartner bewirken, können zwar bildhaft als „Schlüsselreize“ benannt werden, diese Bezeichnung bezieht sich aber nicht mehr auf das ethologische Instinktmodell. Selbst der Neuroethologe Jörg-Peter Ewert, der die auslösenden Mechanismen des Beutefangs von Erdkröten mathematisch genau beschrieben hat (nur ein bewegtes Objekt bestimmter Größe und hinreichend länglich löst Beutefangverhalten aus) und die Metapher vom Auslösemechanismus – regeltechnisch gewendet – für sein Forschungsgebiet 1994 noch als zeitgemäß empfand, warnte jedoch „vor der Möglichkeit der Mißinterpretation des Begriffs ‚Schlüsselreiz‘“ und begründete das wie folgt: „Der visuelle Beuteschlüssel der Erdkröte wird nicht durch ein Kennzeichen oder einen spezifischen Set von Merkmalen repräsentiert, […] der ‚Schlüssel‘ ist mit der Spezifität des Algorithmus verbunden, der zwischen Beute und Nichtbeute differenziert, indem er die Geometrie eines bewegten Objekts in Bezug zu dessen Bewegung(srichtung) analysiert.“
In der ethologischen Fachliteratur wurde ein Schlüsselreiz zudem regelmäßig durch seine Fähigkeit definiert, die von einem AAM (bei hinreichend großer Motivation) am „Abfließen“ gehinderte aktionsspezifische Energie freizusetzen und so eine Instinktbewegung auszulösen. Zugleich wurde aber umgekehrt der AAM (also das Freigeben einer situationsgerechten Verhaltensweise) als Beleg für die Existenz eines Schlüsselreizes ausgewiesen – was einem Zirkelschluss entspricht. Die definitorischen Schwierigkeiten, Unsicherheiten beim exakten Beschreiben der Merkmale, die einen Schlüsselreiz ausmachen und das Fehlen jeglicher physiologischen Entsprechung zu aktionsspezifisch bereitgestellten „Energien“ haben u. a. 1990 Wolfgang Wickler und 1992 Hanna-Maria Zippelius dazu veranlasst, offensiv den Verzicht auf das Instinktmodell der klassischen vergleichenden Verhaltensforschung zu fordern. Auch Klaus Immelmann hatte bereits 1987 in dem von ihm verantworteten und besonders von Lehrern rezipierten Funkkolleg zum Thema Psychobiologie das Wort Schlüsselreiz nicht einmal mehr ins Schlagwortregister aufgenommen. Zur Abkehr hat schließlich auch beigetragen, dass gerade einige besonders bekannt gewordene, in viele Schul- und Lehrbücher eingegangene klassische Beispiele für Schlüsselreize einer Überprüfung nicht standgehalten haben.
- Beispielsweise wurde Ende der 1980er-Jahre in Bonn überprüft, anhand welcher angeborenen Merkmale bereits ein frisch geschlüpftes Silbermöwen-Küken erkennt, wen es um Nahrung anbetteln muss. Einer 1950 von Nikolaas Tinbergen und Albert C. Perdeck publizierten Studie zufolge[26] wurde von ihnen als Schlüsselreiz „ein Fleck (am besten ein roter) nahe der Unterkieferspitze“ einer erwachsenen Silbermöwe identifiziert.[27] Tinbergen und Perdeck hatten „trockene“ oder „fast trockene“ Küken im Freiland aus Nestern entnommen und in einem Versuchszelt getestet. Um sicher zu sein, dass die Küken erfahrungslos – also ohne je erwachsene Möwen gesehen zu haben – getestet werden konnten, wurden für die Bonner Kontrollexperimente Möweneier aus einer Kolonie auf Langeoog entnommen und im Labor ausgebrütet. Insgesamt wurden 112 Küken getestet, mit dem Ergebnis, dass die Küken eine grün, gelb, blau und weiß gesprenkelte Kopfattrappe und diverse andere Farbgebungen im Zweifach-Wahlversuch gleich häufig und eine blau-weiß bemalte Kugel sogar häufiger als „Elterntier“ anbettelten als die natur-getreuer gestaltete weiß-gelbe Kopfattrappe mit rotem Punkt am Unterschnabel.[28]
- In seinem Buch Instinktlehre schilderte Tinbergen 1952 eigene Freilandexperimente mit Austernfischern und Silbermöwen, denen er künstliche Eier neben ihr Gelege platziert hatte, und zwar jeweils ein normal großes und ein deutlich größeres. Seinen Beobachtungen zufolge rollten die brütenden Möwen die übernormalgroßen Eier bevorzugt in ihr Nest. Irenäus Eibl-Eibesfeldt übernahm diesen Befund 1967 in sein Lehrbuch Grundriss der vergleichenden Verhaltensforschung und interpretierte ihn evolutionsbiologisch: „Die Übertreibbarkeit auslösender Reize zeigt auch, daß die Evolution der vorhandenen Auslöser nicht notwendigerweise abgeschlossen ist. Das mag unter anderem seinen Grund in entgegenwirkendem Selektionsdruck haben. Ein Signal soll ja möglichst auffällig und zugleich eindeutig, d. h. unverwechselbar sein, sonst würde es zu Irrtümern kommen. Vom Signalempfänger wird also ein Selektionsdruck in Richtung Auffälligkeit bei gleichzeitiger Unverwechselbarkeit des Signalsenders ausgeübt. Wer auffällig ist, wird jedoch auch leicht von seinem Freßfeind wahrgenommen, von dem demnach ein Selektionsdruck in die gerade entgegengesetzte Richtung ausgeübt wird. Das Ergebnis ist dann oft ein Kompromiß.“[29] Gerard Baerends konnte die Befunde 1982 gleichwohl nicht zufriedenstellend bestätigen,[30] und 1986 fanden Bonner Kontrollexperimente bei Silbermöwen ebenfalls keine Bestätigung für die Bevorzugung übernormalgroßer Attrappen.[31]
- Eine Hausmaus-Mutter, die Nestlinge aufzieht, bringt ihre Jungen zu ihrem Nest zurück, wenn sie aus dem Nest geraten sind. Als auslösende Reize für dieses Eintrageverhalten hatten Ethologen in den 1950er-Jahren die fiependen Laute der Nestlinge beschrieben, so dass die unterstellte Koppelung von „Hilferuf“ und „Hilfeleistung“ sogar ins renommierte Handbuch der Zoologie Eingang fand.[32] 1989 wurde jedoch in Frankfurt am Main experimentell nachgewiesen, dass auch tote Jungen und selbst Kadaverteile eingetragen werden;[33] die Zuordnung der Lautäußerungen als Schlüsselreiz für das Eintrageverhalten erwies sich als anthropomorphes Missverständnis und insofern als irrig, stattdessen wurde der Geruch als Auslöser in Erwägung gezogen. Das Eintrageverhalten wird zudem – abseits aller zu erwägender Schlüsselreize – auch hormonell gesteuert: 2015 wurde nachgewiesen, dass die Eintragebereitschaft bei weiblichen Mäusen vor allem von deren Oxytocinspiegel abhängt. Nach Injektionen dieses Hormons trugen die Weibchen auch fremde Junge ein, selbst wenn sie noch keine Mutter-Erfahrung hatten, sondern jungfräulich waren. Gestresste Weibchen dagegen verzichteten auf die Jungenrettung oder verbissen fiepende Junge sogar.[34]
- „Es gibt wohl keinen Lehrplan und kein Schulbuch, das dieses ‚klassische‘ Beispiel zum Verhalten des Stichlings nicht enthält. […] Dabei sollte man gerade mit diesem Beispiel sehr vorsichtig umgehen.“[35] Diese Warnung in einem Fachbuch für Didaktik der Biologie bezieht sich auf eine frühe Veröffentlichung von Nikolaas Tinbergen in der Zeitschrift für Tierpsychologie,[36] deren Befunde Tinbergen auch in seiner 1952 publizierten Instinktlehre als gültig erwähnte. Demnach sind die rote Kehle und der rote Bauch männlicher Stichlinge ein Schlüsselreiz für das Auslösen von Kampfverhalten gegen innerartliche Rivalen. 1985 konnte eine Kontrollstudie die Beschreibung von Tinbergen nicht bestätigen.[37] Auch andere Studien aus den 1990er-Jahren konnten den roten Bauch als primären Auslöser nicht bestätigen.[38] Fazit: „Der rote Bauch ist zur Auslösung von Kampfverhalten nicht unbedingt erforderlich.“[39]

In ihrer Kritik an der Instinkttheorie und am ethologischen Schlüsselreiz-Konzept wies Hanna Maria Zippelius 1992 zusammenfassend auf Unstimmigkeiten aus verhaltensökologischem Blickwinkel hin. Die Annahme, dass die Ausgestaltung eines Signals durch die jeweils beteiligten Motivationen bestimmt werde, impliziere, „daß ein Tier dem Empfänger dieses Signals eine sehr genaue Information über seinen Zustand übermittelt.“ Der Empfänger des Signals könne dann aber zum Beispiel an der jeweiligen Ausformung einer Drohgeste ablesen, ob der Sender jeweils stärker aggressions- oder stärker fluchtgestimmt sei, und er könnte diese Information unter Umständen zu seinem Nutzen auswerten. „Es stellt sich die Frage, ob es für den Sender von Vorteil ist, eine solche unter Umständen sehr präzise Information über den eigenen Zustand an den Empfänger weiterzugeben. […] Ein Kämpfer, der die Absicht hat, den Kampf bald aufzugeben, sollte das seinem Konkurrenten vorher nicht ankündigen.“

## Belege
1. ↑  Konrad Lorenz: Vergleichende Verhaltensforschung. Grundlagen der Ethologie. Springer, Wien und New York 1978, S. 122, ISBN 978-3-7091-3098-8.
2. ↑  Hanna-Maria Zippelius: Die vermessene Theorie. Eine kritische Auseinandersetzung mit der Instinkttheorie von Konrad Lorenz und verhaltenskundlicher Forschungspraxis. Vieweg, Braunschweig 1992, S. 37, ISBN 3-528-06458-7.
3. ↑  Wolfgang Schleidt: Muster in Verhalten und Umwelt. Was bedeutet ‚angeboren‘ in Verhalten und Umwelterfassung? In: Gerd-Heinrich Neumann und Karl-Heinz Scharf (Hrsg.): Verhaltensbiologie in Forschung und Unterricht. Ethologie – Soziobiologie – Verhaltensökologie. Aulis Verlag Deubner, Köln 1994, S. 30, ISBN 3-7614-1676-8.
4. ↑  Konrad Lorenz: Der Kumpan in der Umwelt des Vogels. In: Journal für Ornithologie. Band 83, Nr. 2–3, 1935, S. 137–215 und S. 289–413, doi:10.1007/BF01905355.
5. ↑  Konrad Lorenz: A contribution to the comparative sociology of colonial-nesting birds. In: The Proceedings of the Eight International Ornithological Congress Oxford 1934. University of Oxford Press, Oxford 1938, S. 211, Volltext (PDF).
6. 1 2 3  Konrad Lorenz: Vergleichende Verhaltensforschung. Grundlagen der Ethologie, S. 124.
7. ↑  Francis Hobart Herrick: The Blending and Overlap of Instincts. In: Science. Band 25, Nr. 646, 1907, S. 781–782, doi:10.1126/science.25.646.775, Volltext.
8. ↑  Konrad Lorenz: Der Kumpan in der Umwelt des Vogels. Nachdruck in: Derselbe: Über tierisches und menschliches Verhalten. Aus dem Werdegang der Verhaltenslehre. Gesammelte Abhandlungen, Band 1, S. 117, Piper, München 1965, ISBN 3-492-01385-6, Volltext (PDF).
9. ↑  Konrad Lorenz: Vergleichende Verhaltensforschung. Grundlagen der Ethologie, S. 6.
10. ↑  Konrad Lorenz: Vergleichende Verhaltensforschung. Grundlagen der Ethologie, S. 95.
11. ↑  Konrad Lorenz: Der Kumpan in der Umwelt des Vogels, Nachdruck, S. 268.
12. ↑  Hanna-Maria Zippelius: Die vermessene Theorie, S. 27.
13. ↑  Hanna-Maria Zippelius: Die vermessene Theorie, S. 37–38.
14. ↑  Konrad Lorenz: Vergleichende Verhaltensforschung. Grundlagen der Ethologie, S. 127–128.
15. ↑  Konrad Lorenz: Vergleichende Verhaltensforschung. Grundlagen der Ethologie, S. 126.
16. ↑  Konrad Lorenz: Vergleichende Verhaltensforschung. Grundlagen der Ethologie, S. 130–131.
17. ↑  Adolf Butenandt: Über Wirkstoffe des Insektenreiches. II. Zur Kenntnis der Sexuallockstoffe. In: Naturwissenschaftliche Rundschau. Band 12, 1955, S. 457–464.
18. ↑  Dagmar von Helversen: Gesang des Männchens und Lautschema des Weibchens bei der Feldheuschrecke Chorthippus biguttulus (Orthoptera, Acrididae). In: Journal of comparative physiology. Band 81, Nr. 4, 1972, S. 381–422, doi:10.1007/BF00697757.
19. ↑  Dagmar von Helversen und Otto von Helversen: Korrespondenz zwischen Gesang und auslösendem Schema bei Feldheuschrecken. In: Nova Acta Leopoldina Suppl. NF. Band 54 Nr. 245, 1981, S. 449–462.
20. ↑  Jörg-Peter Ewert: Neuroethology of releasing mechanisms: Prey-catching in toads. In: Behavioral and Brain Sciences. Band 10, Nr. 3, 1987, S. 337–368, doi:10.1017/S0140525X00023128.
21. ↑  Jörg-Peter Ewert: Ist das Konzept vom Auslösemechanismus noch zeitgemäß? In: Gerd-Heinrich Neumann und Karl-Heinz Scharf (Hrsg.): Verhaltensbiologie in Forschung und Unterricht. Ethologie – Soziobiologie – Verhaltensökologie. Aulis Verlag Deubner, Köln 1994, S. 223, ISBN 3-7614-1676-8.
22. ↑  Jörg-Peter Ewert: Ist das Konzept vom Auslösemechanismus noch zeitgemäß?, S. 207.
23. ↑  Hanna-Maria Zippelius: Die vermessene Theorie, S. 13.
24. ↑  Wolfgang Wickler: Von der Ethologie zur Soziobiologie. In: Jost Herbig, Rainer Hohlfeld (Hrsg.): Die zweite Schöpfung. Geist und Ungeist in der Biologie des 20. Jahrhunderts. Hanser, München 1990, S. 176, ISBN 3-446-15293-8.
25. ↑  Klaus Immelmann et al. (Hrsg.): Funkkolleg Psychobiologie. Verhalten bei Mensch und Tier. Studienbegleitbriefe 1–10. Beltz, Weinheim 1986 und 1987.
26. ↑  Nikolaas Tinbergen und Albert C. Perdeck: On the Stimulus Situation Releasing the Begging Response in the Newly Hatched Herring Gull Chick (Larus Argentatus Argentatus Pont.). In: Behaviour. Band 3, 1950, S. 1–39, doi:10.1163/156853951X00197.
27. ↑  Nikolaas Tinbergen: Instinktlehre. Vergleichende Erforschung angeborenen Verhaltens. Parey, Berlin und Hamburg 1952, S. 72.
28. ↑  Ursula Eypasch: Das Zusammenwirken von angeborener Bewertung und Erfahrung bei der Lösung eines Erkennungsproblems, untersucht an jungen Silbermöwen (Larus argentatus Pontopp.). Dissertation. Universität Bonn, Bonn 1989, S. 42.
29. ↑  Irenäus Eibl-Eibesfeldt: Grundriss der vergleichenden Verhaltensforschung. 7. Auflage. Piper, München und Zürich 1987, S. 174–176, ISBN 3-492-03074-2.
30. ↑  Gerard Baerends: The Effectiveness of Different Egg Features for the Egg-Retrieval Response. In: Behaviour. Band 82, Nr. 4, 1982, S. 33–224, doi:10.1163/156853982X00607.
31. ↑  Hanna-Maria Zippelius: Die vermessene Theorie, S. 165.
32. ↑  Irenäus Eibl-Eibesfeldt: Das Verhalten der Nagetiere. In: Johann-Gerhard Helmcke et al. (Hrsg.): Handbuch der Zoologie. 8. Band, 10. Lieferung, Nr. 13, S. 1–88. de Gruyter, Berlin 1958.
33. ↑  Karl-Heinz Wellmann: Zur Wirkung disruptiver Selektion auf das Verhalten von Hausmäusen: Eintragen von Nestlingen, weitere Elemente des Brutpflegeverhaltens und Erkunden. Dissertation, Universität Frankfurt. Wissenschafts-Verlag Wigbert Maraun, Frankfurt am Main 1989, ISBN 3-927548-18-9.
34. ↑  Bianca J. Marlin et al.: Oxytocin enables maternal behaviour by balancing cortical inhibition. In: Nature. Band 520, 2015, S. 499–504, doi:10.1038/nature14402.
 ‚Love hormone‘ turns mothers into moms. Auf: sciencemag.org vom 15. April 2015.
35. ↑  Gerd-Heinrich Neumann: Behandlung der Verhaltensbiologie in beiden Sekundarstufen. In: Derselbe und Karl-Heinz Scharf (Hrsg.): Verhaltensbiologie in Forschung und Unterricht, S. 247.
36. ↑   Jan Joost ter Pelkwijk und Nikolaas Tinbergen: Eine reizbiologische Analyse einiger Verhaltensweisen von Gasterosteus aculeatus L. In: Zeitschrift für Tierpsychologie. Band 1, Nr. 3, 1937, S. 193–200, doi:10.1111/j.1439-0310.1937.tb01422.x.
37. ↑   William J. Rowland und Piet Sevenster: Sign Stimuli in the Threespine Stickleback (Gasterosteus aculeatus): A Re-Examination and Extension of Some Classic Experiments. In: Behaviour. Band 93, Nr. 1/4, 1985, S. 241–257, doi:10.1163/156853986X00919.
38. ↑  Jürg Lamprecht: Attrappenversuche mit Stichlingen: Sind die Ergebnisse von Niko Tinbergen Artefakte? In: Biologie in unserer Zeit. Band 23, Nr. 5, 1993, S. 67–69, doi:10.1002/biuz.19930230512.
39. ↑  Gerd-Heinrich Neumann: Behandlung der Verhaltensbiologie in beiden Sekundarstufen, S. 258.
40. ↑  Hanna-Maria Zippelius: Die vermessene Theorie, S. 272.